# Silly Love Songs
Silly Love Songs is een nummer uit 1976 geschreven door Paul en Linda McCartney, en uitgevoerd door hun band Wings. Het is de eerste single van hun vijfde studioalbum Wings at the Speed of Sound.
McCartney schreef het nummer in reactie op zijn voormalige bandmaat John Lennon en diverse muziekcritici. Lennon en de betreffende critici zeiden na het uiteenvallen van The Beatles namelijk dat McCartney alleen maar "gekke liefdesliedjes" en "sentimentele troep" had geschreven. Volgens schrijver Tim Riley nodigt McCartney met dit nummer zijn fans uit om Lennon en al die critici uit te lachen. McCartney zei er zelf over: "Ik begrijp wat ze bedoelen, maar mensen hebben altijd al liefdesliedjes gemaakt. Sommigen houden ervan, anderen niet, en er zijn genoeg mensen waar ik van hou - ik ben bevoorrecht genoeg dat ik dat in mijn leven heb. Het idee was dat 'jij' mijn liedjes gek mag vinden, maar wat is daar mis mee?".
"Silly Love Songs" werd in diverse landen een hit. In het Verenigd Koninkrijk bereikte het de 2e positie. In de Verenigde Staten werd het een nummer 1-hit en was het de best verkochte single van 1976. In de Nederlandse Top 40 schopte het nummer het tot de 13e positie, en in de Vlaamse Radio 2 Top 30 tot de 21e. Ondanks de populariteit van het nummer, heeft McCartney het nummer nooit live gespeeld na het uiteenvallen van Wings.

## NPO Radio 2 Top 2000
| Nummer met noteringen in de NPO Radio 2 Top 2000 | '99  | '00  | '01 | '02  |
| ------------------------------------------------ | ---- | ---- | --- | ---- |
| Silly Love Songs                                 | 1344 | 1690 | -   | 1729 |

1. ↑  Een '-' betekent dat het nummer niet was genoteerd en een vetgedrukt getal geeft de hoogste notering aan.
2. ↑  Deze tabel is bijgewerkt tot en met de laatste editie (2024).